# Michael Petkovic
Michael Petkovic (Fremantle, 16 luglio 1976) è un ex calciatore australiano, di ruolo portiere.

## Palmarès

### Club

#### Competizioni nazionali
- Coppa di Turchia: 2

Trazbonspor: 2002-2003, 2003-2004